# Good Lovin'
Singles de Young Rascals
I Ain't Gonna Eat Out My Heart Anymore
(1965) You Better Run
(1966)
Good Lovin' est une chanson écrite par Rudy Clark et Arthur Resnick et rendue populaire par le groupe américain The Young Rascals.

## Versions de Lemmie B. Good et des Olympics
La chanson a été originellement enregistrée en 1965 par Lemmie B. Good et ensuite par les Olympics, un groupe doo-wop comique connu pour le hit Hully Gully de 1959. 

## Version des Young Rascals
La chanson des Olympics a plu à Felix Cavaliere des Young Rascals qui l'a montrée aux autres membres du groupe, qui l'ont aimée aussi. Ils ont commencé à l'interpréter sur scène et l'ont ensuite enregistrée chez Atlantic Records.
Sortie en single en mars 1966, la version des Young Rascals a atteint la 1re place du Hot 100 du magazine musical américain Billboard (pour la semaine du 30 avril), passant en tout 14 semaines dans le chart,. (L'enregistrement des Young Rascals a été produit par Tom Dowd et Arif Mardin. En fait, le groupe n'a pas aimé le résultat, mais Tom Dowd les a convaincu de sortir la chanson en single.)
En 2004, Rolling Stone a classé cette chanson, dans la version des Young Rascals, 325e sur sa liste des « 500 plus grandes chansons de tous les temps ». (En 2010, le magazine rock américain a mis à jour sa liste, maintenant la chanson est 333e.)

## Dans la culture populaire
On peut entendre la chanson dans le film My Girl (1991).